# Wapen van Brussel
Het wapen van Brussel betreft het heraldisch wapen van de Belgische hoofdstad Brussel. Het wapen is tweemaal toegekend: eenmaal in 1817 door de Hoge Raad van Adel tijdens het Verenigd Koninkrijk der Nederlanden en de tweede maal op 25 maart 1844. De tweede maal kreeg het wapen ook de nieuwe blazoenering.

## Geschiedenis
Een eerste vermelding van een zegel stamt uit 1231, kort na de eerste stadskeur. Het oudst bekende, bewaard gebleven, zegel van de stad Brussel stamt uit 1257, op dat zegel wordt de aartsengel Michaël al getoond. Hoewel alle zegels en wapens Sint Michaël vertonen, verschillen de voorstelling en compositie wel gedurende de eeuwen.

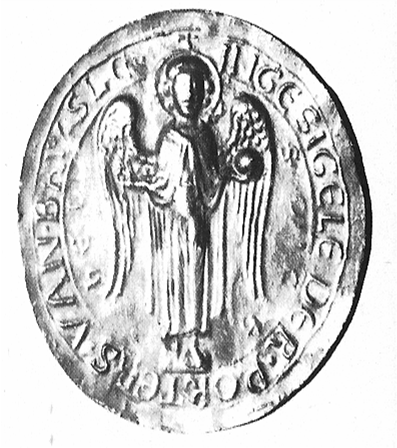
Stadszegel uit 1257 met Middelnederlands randschrift: INGESIGELE · DER · PORTERS · VAN · BRUSLE

Ten tijde van de Franse overheersing was Brussel een eerstegraads stad, waarmee het tot de bonne villes de l'empire behoorde, en voerde hierbij het oude wapen met daarbij een schildhoofd met daarin drie bijen, geheel in lijn met de nieuwe heraldische stijl die Napoleon ingevoerd had. In 1817 werden de schildhouders officieel aan het wapen toegevoegd. Bij bevestiging van het wapen werd eveneens een markiezenkroon aan de gemeente toegekend. De Hoge Raad van Adel heeft eveneens geadviseerd om Michaël niet van goud, maar van zilver te maken. In 1844 werden, als symbool voor het feit dat Brussel de hoofdstad van België was geworden, de vlaggen aan het wapen toegevoegd. België heeft eveneens Michaël weer in oude kleur hersteld. In plaats van de markiezenkroon kreeg Brussel een oude gravenkroon van 19 parels.

## Blazoen
Het wapen heeft de volgende blazoenering:
Van keel, met de Heilige Michaël van goud, de duivel van sabel neerslaande; het schild getopt met een gravenkroon.
Schildhouders: twee leeuwen van goud houdende elk een banier waarvan de schachten, van hetzelfde, achter het schild schuingekruist zijn, die ter rechterzijde met het wapen van Brabant, die ter linkerzijde met het wapen van de stad, alles staande op een grasgrond
Het schild toont de patroonheilige Sint Michaël die de duivel verslaat. De heilige is goudkleurig, de duivel is zwart, het geheel is afgebeeld op een rood veld. Het schild is gedekt door een gravenkroon.
Het schild wordt vastgehouden door twee gouden leeuwen die elk een vlag vasthouden. Op de rechtervlag (voor de kijker links) staat het wapen van Brabant, op de vlag aan de linkerzijde (voor de kijker rechts) staat het wapen van Brussel, zonder de schildhouders. De vlaggenstokken kruisen elkaar achter het schild. Het geheel, schild, schildhouders en de vlaggenstokken staan samen op een ondergrond van gras.